# 乌尼亚德金塔纳
乌尼亚德金塔纳，是西班牙卡斯蒂利亚-莱昂萨莫拉省的一个市镇。 总面积30平方公里，总人口235人（2001年），人口密度8人/平方公里。